# Curtiss Eagle
El Curtiss Eagle (designado retrospectivamente como Model 19 por Curtiss algunos años más tarde) fue un avión comercial producido en pequeñas cantidades en los Estados Unidos, poco después de la Primera Guerra Mundial.

## Diseño y desarrollo
La aeronave era un biplano convencional con alas de tres vanos de misma envergadura. El fuselaje era de un diseño muy avanzado para la época, incorporando una cuidada aerodinámica en su estructura monocasco, y ofreciendo a la tripulación y al pasaje una cabina completamente cerrada. A veces, el Eagle es nombrado como el primer avión trimotor estadounidense; sin embargo, el hidrocanoa Model H de la propia Curtiss voló con tres motores por un tiempo en 1914, antes de ser reconvertido de nuevo a una configuración bimotora.
Curtiss había desarrollado el Eagle en preparación a un previsto auge de posguerra de la aviación civil. De hecho, este auge fue mucho menor que lo que Curtiss había estado esperando, y prácticamente toda la demanda de aviones de pasajeros fue cubierta por la conversión de aviones militares excedentes que podían comprarse de forma extremadamente económica. Por ello, solo se construyeron alrededor de 20 aparatos. El diseño original trimotor del Eagle fue seguido por un único ejemplar del Eagle II, con dos motores, y por tres Eagle III con solo un motor. Estos últimos aviones fueron comprados por el Servicio Aéreo del Ejército de los Estados Unidos, que los usó como transportes de personal, convirtiendo un ejemplar en ambulancia aérea.

## Historia operacional
El 28 de mayo de 1921, en uno de los primeros accidentes importantes de la historia, el Curtiss Eagle Serial Number AS64243 del Servicio Aéreo del Ejército, la ambulancia aérea, de la 1st Provisional Air Brigade, se accidentó cuando, en medio de una fuerte tormenta, intentaba aterrizar en Morgantown, Maryland, mientras volvía a Bolling Field, Distrito de Columbia, desde Langley Field, Virginia. El piloto, 1st Lt. Stanley M. Ames, y seis pasajeros resultaron muertos. Cuatro de ellos eran oficiales del Servicio Aéreo, además de un alistado. Dos congresistas de los Estados Unidos decidieron no coger el vuelo debido a su indisposición en el vuelo de Washington a Langley. El inspector general del Ejército dirigió una investigación del accidente, y teorizó que el avión había entrado en pérdida cuando encontró una corriente ascendente a baja altitud, al tratar de evitar unos árboles cerca del desconocido campo, cayendo verticalmente hacia el suelo, con el morro delante.

## Variantes
Eagle
Avión comercial de pasajeros trimotor, acomodando dos pilotos y ocho pasajeros, propulsado por tres motores de pistón Curtiss K-6 de 112 kW (150 hp).
Eagle II
Versión bimotora, propulsada por dos motores Curtiss C-12 de 298 kW (400 hp); uno construido.
Eagle III
Versión monomotora, propulsada por un motor Liberty L-12 de 298 kW (400 hp), tres construidos.

## Operadores
Estados Unidos
- Servicio Aéreo del Ejército de los Estados Unidos

## Especificaciones (Eagle I)
Referencia datos: Curtiss Aircraft 1907–1947, Aerofiles : Curtiss

### Características generales
- Tripulación: Dos
- Capacidad: Seis pasajeros
- Carga: 1050 kg
- Longitud: 11,20 m
- Envergadura: 18,69 m
- Altura: 3,76 m
- Superficie alar: 84 m2
- Peso vacío: 2327 kg
- Peso cargado: 3379 kg
- Planta motriz: 3× motor lineal V-12 refrigerado por líquido Curtiss K-6.
  - Potencia: 110 kW (150 hp) a 1700 rpm[6] cada uno.
- Hélices: Propulsora bipala de paso fijo

### Rendimiento
- Velocidad máxima operativa (Vno): 172 km/h
- Velocidad crucero (Vc): 121 km/h
- Velocidad de entrada en pérdida (Vs): 89 km/h
- Alcance: 560 km a 764 km
- Tiempo a altitud: 10 min a 1242 m (4075 pies)

### Secuencias de designación
- Secuencia Numérica (interna de Curtiss): ← 16 - 17 - 18 - 19 - 20 - 21 - 22 →